# Décès en mai 1981
Décès
- 1977
- 1978
- 1979
- 1980
- 1981
- 1982
- 1983
- 1984
- 1985

Pour une information complémentaire, voir la page d'aide.

| Date   | Nom                    | Pays                 | Activités       | Âge | Source |
| ------ | ---------------------- | -------------------- | --------------- | --- | ------ |
| 17 mai | Marguerite Frey-Surbek | Drapeau de la Suisse | Peintre suisse. | 95  |        |